# Anileridina
A Anileridina (nome comercial: Leritina ) é uma droga analgésica  e é membro da classe piperidina de agentes analgésicos  desenvolvida pela Merck & Co. na década de 1950. É diferente da petidina (meperidina) porque o grupo N- metil da meperidina é substituído por um grupo N- aminofenetil, o que aumenta sua atividade analgésica.
A anileridina não é mais fabricada nos Estados Unidos ou Canadá. A anileridina está no Anexo II do Ato de Substâncias Controladas de 1970 dos Estados Unidos como ACSCN 9020 com uma cota de fabricação agregada zero em 2014. A proporção de conversão de base livre para sais inclui 0,83 para o dicloridrato e 0,73 para o fosfato. Também está sob controle internacional por tratados da ONU.

## Administração
Na forma de comprimidos ou Injeção. 

## Farmacocinética
A anileridina geralmente tem efeito 15 minutos após a administração oral ou intravenosa e dura de 2 a 3 horas. É principalmente metabolizado pelo fígado .